# بخش خنرال آلوار (بوئنوس آیرس)
بخش خنرال آلوار (به اسپانیایی: Partido de General Alvear) یک منطقهٔ مسکونی در آرژانتین است که در استان بوئنوس آیرس واقع شده‌است. بخش خنرال آلوار ۳٬۴۲۷ کیلومتر مربع مساحت و ۱۴٬۸۹۷ نفر جمعیت دارد.